# Karl Marbach (Unternehmen)
Die Karl Marbach GmbH & Co. KG ist ein 1923 gegründetes deutsches Familienunternehmen und Hersteller von Werkzeugen, Maschinen und Materialien für die Verpackungsmittelindustrie mit Hauptsitz in Heilbronn (Deutschland).

## Marbach Stanzformtechnik
Im Bereich Stanzformtechnik ist Marbach Weltmarktführer. Beliefert wird die internationale Faltschachtel-, Zigaretten-, Wellpappen-, Etiketten- und technische Industrie. Marbach bietet abgesehen von Stanzformen auch andere Werkzeuge und Hilfsmittel zum Stanzen wie Rillzurichtesysteme, Ausbrech- und Nutzentrennwerkzeuge sowie spezielle Sondertechniken an. Neben der Herstellung von Stanzformen beliefert Marbach die Stanzformenindustrie mit Maschinen und Materialien.
Endprodukte, die mit Marbach-Werkzeugen hergestellt werden, sind z. B. Parfüm-, Pharmazie- oder Lebensmittelverpackungen. Des Weiteren hat Marbach Eigenentwicklungen wie beispielsweise die Stanztechnologie mpower für minimale Ein- und Zurichtezeiten sowie marbastrip für effiziente Ausbrechprozesse auf den Markt gebracht, die heute Standard in der Branche sind. Für das Prägen von Blindenschrift auf Pharmaverpackungen brachte Marbach 2004 seine selbstentwickelten marbabraille-Lösungen als eine standardisierte Werkzeugtechnologie auf den Markt. 2008 stellte Marbach am Markt die masterstrip|plate vor, ein spezielles Ausbrechoberteil, das zusammen mit der von Marbach entwickelten marbastrip-Technologie für höchste Ausbrecheffizienz sorgt. 2009 entwickelte Marbach mit der greenplate eine spezielle Trägerplatte, die sich durch Versorgungssicherheit auszeichnet, Deforestation von Birken für Stanzwerkzeuge reduziert und dabei noch technische Vorteile für den Anwender bietet. Im Jahr 2016 war Marbach auf der drupa in Düsseldorf mit zahlreichen Innovationen vertreten: Neben seinen neuen Nutzentrenntechnologien marbablanker und lightblanker präsentierte Marbach dort seinen einzigartigen Digitalen Zonenausgleich DZL, der für reduzierte Zurichtezeiten und damit mehr Produktivität sorgt. 2017 kam das Tiegelreinigungsgerät mplaten|cleaner auf den Markt, das für mehr Effizienz bei der Verpackungsherstellung steht. Seit Mitte 2018 bietet der Konzern im Rahmen der Marbach Academy branchenspezifische Schulungen im Bereich Stanzen von Verpackungen an. Um seine Kunden optimal mit Informationen versorgen zu können, startete Ende 2020 die Wissensplattform Marbach Experience Hub mit zahlreichen Informationen (Whitepaper, Videos, …) rund um das Thema „maximale Performance bei der Verpackungsherstellung“. 2021 kam mit dem Marbach alublanker ein Präzisions-Nutzentrennwerkzeug auf den Markt, das die vorhandenen Marbach-Technologien optimal ergänzt und für höchste Effizienz beim Nutzentrennen sorgt. 2022 startete Marbach mit seinem Hochleistungsgummi marbaject. Dieser Auswerfergummi zeichnet sich durch eine einzigartige Rückprallelastizität aus, die für reibungslose Stanzprozesse steht. Im drupa-Jahr 2024 hatte Marbach weitere Innovationen im Gepäck: Neben seiner digitalen Systemlösung CONNECT|M für maximale Maschinenperformance beim Stanzen stellte Marbach seine Spezialwerkzeuge für Wabenpappe, seine Technologie marbacover|2.0 für das Stanzen von Wellpappe sowie seine Hochpräzisionswerkzeuge solidplate|alu und duramar|alu vor.

## Marbach Werkzeugbau
Die Abteilung Marbach Werkzeugbau entstand im Jahr 1957 und ist heute ein wichtiges Standbein der Marbach-Gruppe.
Der Marbach Werkzeugbau beliefert die weltweite Lebensmittelverpackungsindustrie mit Thermoformwerkzeugen zur Herstellung von Bechern, Deckeln und Menüschalen aus Kunststoff, Verbundmaterialien und Faserstoffen. Außerdem umfasst das Marbach-Portfolio verschiedene Services rund um das Thema Thermoformen, Form-, Füll- und Verschließanlagen sowie hochpräzise Sonderanwendungen. Bei kombiniert formend und stanzenden Thermoformwerkzeugen für Becher, Deckel und Schalen mit bis zu 140 Kavitäten ist Marbach Werkzeugbau Technologie- und Marktführer. Mit der Entwicklung der 6-Säulenführung für Kippwerkzeuge, der Sandwich-Kühltechnologie für Schnittplatten und diversen Mafox-Schnellspannsystemen setzte Marbach ebenso noch heute gültige Standards wie mit der Einführung der Schnittstempelplattentechnik. Seit 2020 etablierte Marbach durch das im Werkzeug integrierte Connect|M-System die maschinenplattformüberschreitende Prozessdigitalisierung des Thermoformens.
In Zusammenarbeit mit Verpackungsmittelherstellern und Lebensmittelunternehmen entwickelt der Marbach Werkzeugbau innovative Verpackungslösungen, deren Focus auf der Nachhaltigkeit liegt. Neben Gewichtseinsparungen der Verpackung selbst sind insbesondere Lösungen für eine geschlossene Kreislaufwirtschaft ein Schwerpunkt.
Zusätzlich zu diesen Produktbereichen produziert der Marbach Werkzeugbau Rotationsstanz-, Rill- und Prägewerkzeuge für die Herstellung von Tobacco- und Liquid-Verpackungen.

## Marbach-Konzern
Der Marbach-Konzern beschäftigt weltweit 1.600 Mitarbeiter> an über 20 Standorten. In Deutschland hat Marbach neben seinem Stammsitz in Heilbronn noch Niederlassungen in Bünde und Geyer. Dazu kommen Tochterunternehmen in Tschechien, Polen, Rumänien, der Slowakei, den USA, China, Malaysia, Mexiko und Schweden. Joint Ventures bestehen mit dem Unternehmen Arden Dies Ltd. in Großbritannien und mit Marbach Egypt in Ägypten. Des Weiteren verfügt die Marbach-Gruppe über zahlreiche Partner rund um den Globus.>

## Geschichte

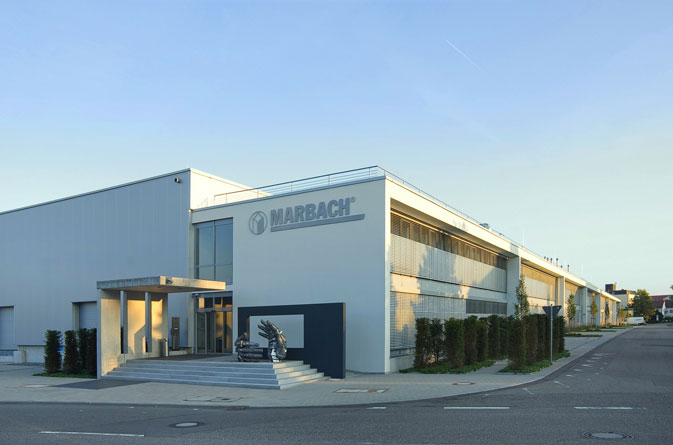
Gebäude am Stammsitz in Heilbronn

1923 wurde das Unternehmen Marbach von Karl H. Marbach (1898–1979) und zwei Partnern gegründet, es fertigte Schmiedemesser für die Schuhindustrie. 1924 wurde Karl H. Marbach Alleininhaber, 1926 wurde mit der Herstellung von Bandstahlschnitten begonnen. 1955 trat Karl G. Marbach (* 30. März 1927; † 1. März 2012) in das Unternehmen ein. 1957 entstand der Bereich Werkzeugbau. 1960 wurde das erste Thermoformzieh- und Stanzwerkzeug gefertigt. 1968 begann man mit der Produktion von Rotationsstanzformen für die Wellpappenindustrie. 1972 wurde die erste Laserschneidanlage Europas installiert. 1984 beteiligte man sich an der Firma Arden Dies Ltd. in Stockport, Großbritannien. 1985 teilte sich die Firma in Stanzformtechnik und Werkzeugbau. Die Marbach Werkzeugbau AG in Sempach, Schweiz, wurde gegründet. 1988 trat Peter G. Marbach in das Unternehmen ein. Das Unternehmen Alfred Schimmel Bandstahlschnitte GmbH in Bünde, Deutschland, wurde übernommen. 1989 wurde das Unternehmen Splittdorf GmbH in Haan, Deutschland, übernommen. 1990 installierte Marbach die Wasserstrahlschneidanlage marbajet. 1991 wurde das Unternehmen Calwart S.A. in Wissous, Frankreich, übernommen. 1992 übernahm man das Unternehmen Dreher GmbH in Geyer, Deutschland. Eine Niederlassung des Unternehmens Calwart S.A. wurde in Rouillac, Frankreich, eröffnet. 1995 wurde das Unternehmen Marbach Egypt als Joint Venture gegründet. 1996 wurde die mpower-Stanztechnologie auf den Markt gebracht. 1997 wurden die Unternehmen Marbach Tool & Equipment, Inc. in Elkhart, USA, und Marbach-Simet Sp.zo.o. in Tarnowskie Góry, Polen, gegründet. 2000 eröffnete Marbach ein Verkaufsbüro in Peking, China. Das Unternehmen Marbach France SARL in Decines Charpieu, Frankreich, wurde gegründet. Ein Franchising-Vertrag mit der Firma OOO Raster-Technology in Moskau, Russland, wurde geschlossen. 2001 erhielt Karl G. Marbach die Auszeichnung Diemaker of the year durch die IADD (International Association of Diecutting and Diemaking). Das Unternehmen schloss einen Franchising-Vertrag mit dem Unternehmen Marbach Saudi in Riad, Saudi-Arabien. 2004 wurden die marbabraille-Lösungen entwickelt. Das Unternehmen Graphitid in Brno, Tschechien, inklusive aller Tochterbetriebe in Polen, Rumänien, Ungarn, der Slowakei und der Ukraine wurde übernommen. Zu Ehren von Karl H. Marbach erhielt 2005 eine Straße den Namen Karl-Marbach-Straße. Im März 2017 wurde die Firmenanschrift des Hauptsitzes auf Karl-Marbach-Straße 1 geändert. Anlass war der 90. Geburtstag von Karl Marbach Junior. Außerdem produzierte Marbach das erste 140-fach-Thermoformwerkzeug. 2007 zog sich Karl G. Marbach aus der Geschäftsführung zurück. 2008 wurde der Neubau am Stammsitz in Heilbronn fertiggestellt. Das Unternehmen SysTec Komplettsysteme GmbH in Bad Urach, Deutschland, wurde übernommen. 2009 wurde mit der Marbach greenplate die erste ökologisch nachhaltige Trägerplatte auf den Markt gebracht. Die Niederlassungen in Frankreich bestehen inzwischen nicht mehr. Die Marbach America Inc. in Charlotte, USA, wurde 2011 gegründet und begann 2012 mit der Produktion. Im März 2012 starb Karl G. Marbach im Alter von 84 Jahren. Im Jahr 2014 begann Marbach mit der Produktion in Malaysia. Der Bereich Werkzeugbau bezog im Herbst 2014 eine neue Halle. Das 2008 übernommene Tochterunternehmen in Bad Urach wurde zum Jahresende 2014 geschlossen, 38 Beschäftigte entlassen. Im März 2018 eröffnete unter dem Namen Marbach Academy das Marbach-Schulungszentrum. (Hier werden praxisnahe Trainings für Teilnehmer aus den Bereichen Faltschachtel, Zigaretten- und Wellpappeverpackungen angeboten.) Ende 2017 unterzeichnete Marbach einen Joint Venture Vertrag mit Masterwork, einem chinesischen Hersteller von Maschinen und Anlagen für die Verpackungsindustrie. Seit Juli 2018 produziert das Unternehmen unter dem Namen Marbach Masterwork (Tianjin) Die Cutting Tools Co. Ltd. in China Stanzwerkzeuge für den chinesischen Markt. Seit Januar 2019 hat die Marbach-Gruppe mit dem neu gegründeten Unternehmen Troqueles Marbach de Mexiko SRL de CV. einen Sitz in Quertaro, Mexiko. Im September 2019 eröffnete Marbach America Inc. nach Charlotte, NC seinen zweiten Standort in Michigan City, IN. Nach den zwei angestammten polnischen Werken in Tarnowskie Góry und Kielce mit zusammen rund 175 Mitarbeitern kaufte die Marbach-Gruppe im September 2019 ein Werk in Posen mit 50 Mitarbeitern. Marbach wird alle Mitarbeiter von Wykrojniki Polskie Sp.Z o.o. übernehmen.
2024 hat Marbach die schwedische Firma Stållinjestans Laserform AB in Malmö, übernommen.

## Produktfotos

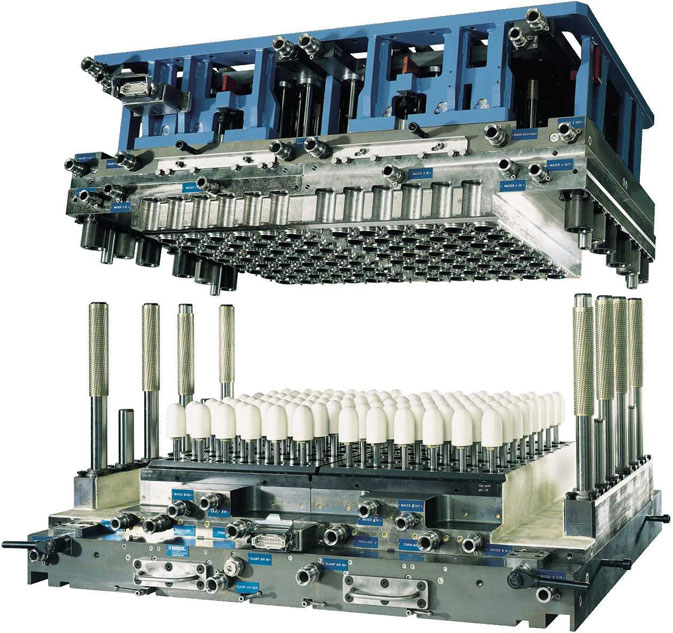
Marbach-Thermoformwerkzeug
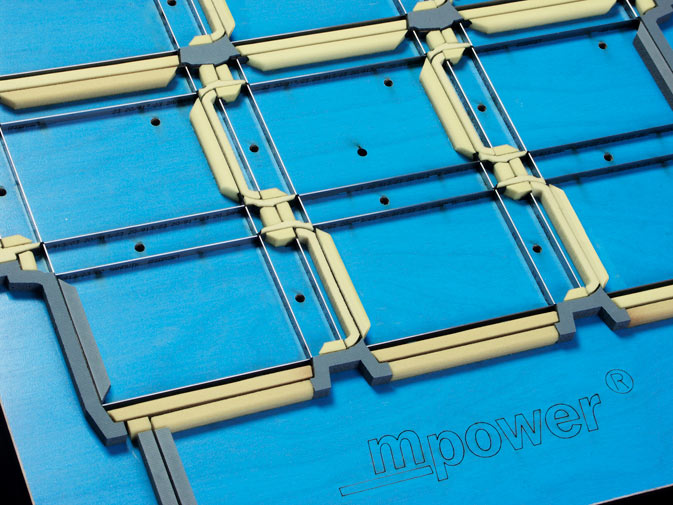
Marbach-Stanzform
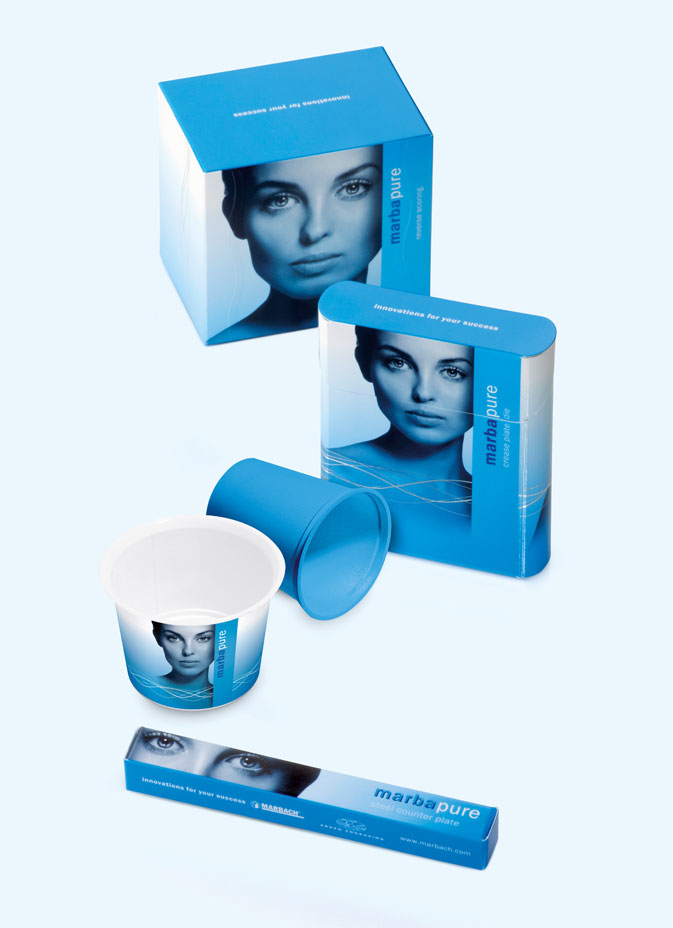
Verpackungen, die mit Werkzeugen von Marbach hergestellt wurden